# Spilichneumon juxtus
Spilichneumon juxtus är en stekelart som först beskrevs av Cresson 1864.  Spilichneumon juxtus ingår i släktet Spilichneumon och familjen brokparasitsteklar. Inga underarter finns listade i Catalogue of Life.